# カルメン故郷に帰る
『カルメン故郷に帰る』（カルメンこきょうにかえる）は、1951年の松竹大船撮影所製作の日本映画、および高峰秀子による同名の主題歌。
ほぼ全編が浅間山山麓でロケ撮影され、国産初の総天然色映画として公開されて話題を呼んだ。都会でストリッパーをしているヒロインを高峰秀子が演じる。続編として『カルメン純情す』も制作された。
戦後の、自由でどことなく軽薄な風潮と、それに対する賛否両論の世論を風刺した軽快な喜劇であり、新しい時代の映画への創作意欲が随所に見て取れる作品と評される。
父娘、姉妹、夫婦の情愛などが非常に丁寧に描かれているのも特徴。
1989年、「大アンケートによる日本映画ベスト150」（文藝春秋発表）では第52位にランクインした。

## あらすじ
上州北軽井沢の浅間山のふもとの村で育った娘・おきんは、家出をして上京し、リリィ・カルメンという名のストリッパーになっていた。彼女は男性たちを魅了する「裸踊り」を芸術だと信じて疑わない。

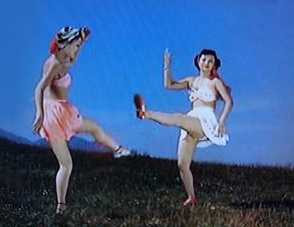
小林トシ子（左）と高峰秀子(右)

ある初秋に、おきんは同僚の踊子・マヤ朱美を連れて故郷へ錦を飾りに帰ってくる。芸術の擁護者を自任する校長先生は、村から芸術家を輩出したと大喜び。村人たちも共に帰郷を歓迎した。ところがふたりを目の当たりにして、村とは不釣合いな派手な出で立ちと言動に戸惑ってしまう。おきんの父は彼女が子供の頃に牛に頭を蹴られ、それが原因で少し頭が弱くなったと疑っており、かわいい娘を不憫に思い憂う。　
村の小学校で運動会が開催されふたりも見学に行くが、カルメンが昔好きだった田口春雄のオルガン演奏の際、大失態を起こして滅茶苦茶にしてしまう。春雄は戦争で失明しており、妻・光子は、春雄の芸術家ぶりを称え、献身的に尽くすのであった。
その後、名誉挽回とばかり芸術披露を思いつき、業者のおだてもあり「裸踊り」を行うことになる。しかし、父や校長先生は恥かしいやら悲しいやら。運送会社の社長で、興行主の丸十の親父（丸野十造）に抗議に行くと、父は若い娘を煽てて搾取していると憤り、また校長先生は親父を投げ倒して、当日はカルメンの父ら仲間と家で酒を飲む。
いよいよ「ハダカ美女の乱舞」「裸芸術」と銘打った公演が始まり、村の男女が興味深げに見守る中、クラシック音楽の調べに合わせてカルメンとマヤは舞い踊る（映像は水着とパレオを身につけて踊る姿までで、ストリップ姿は登場人物の語りによる）。
翌日、カルメンとマヤは村を離れるが、父親がギャラをなかなか受け取らないことに落胆する。踊りでたんまり儲けた丸野十造は、春雄の借金のかたに巻き上げたオルガンを彼に返してやり、光子は涙を流して喜び、学校の校庭で自作の曲を演奏している春雄にオルガンを持っていく。カルメンの父はギャラを校長先生に渡し、本当の芸術家が村から出ることを祈り、さらにその一部を春雄に渡す。丸十の口ずさむ「蛍の光」に送られて、カルメンは満足げに東京へ帰っていく。

## 戦後日本初の「国産カラー映画」として

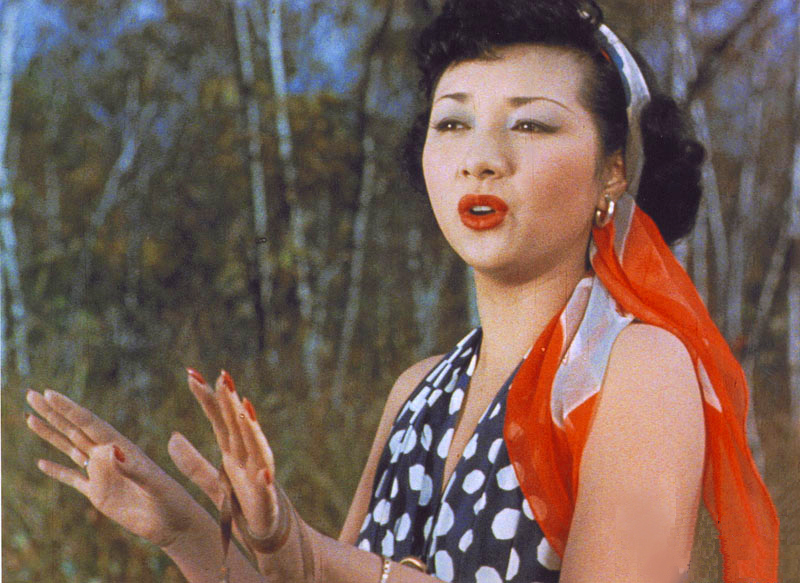
「総天然色映画」――ストリッパーらしいどぎつさと、試験的なカラーフィルムでの撮影条件を共に満たすため、メイクも衣装も配慮が図られた

戦後、アメリカから輸入されたカラー映画に刺激され、日本でも本格的なカラー映画を製作しようとする機運が高まっていた。日本最初のカラー映画としては1937年の『千人針』(短編映画)や長編映画では『月形半平太』があったが、フィルムは国産ではなかった。松竹ではトーキーに続く「日本初」を目指し、富士写真フイルムと協力してカラー映画を製作することを決定した。
しかしカラー映画には技術やコストの面で問題が多く、松竹と富士フイルムは、万一『カルメン故郷に帰る』がカラー映画として満足のゆく出来にはならなかった場合は、カラー撮影そのものがなかったことにしてフィルムを破棄し、従前のモノクロ映画として公開することを内約していた。このため『カルメン』はまずカラーで撮影を行い、それが終わってから改めてモノクロの撮影を行うという、二度手間をかけて撮り上げた作品となった。
撮影に使われたのはフィルムはリバーサル・外式発光というものだった。これは撮影フィルム自体が正像を持つ反転式で、発色は現像液に発色剤を添加する外式で行うというもので、当時カラー撮影の主流だったテクニカラーとも、また当時コダックが開発に力を入れていたイーストマン・カラーとも異なる独自の技術によるものだった。このリバーサル・外式発光方式は褪色に強いという長所があったが、ネガポジ式ではないため、上映用のフィルムを大量に焼き付けるには非常に手間がかかるという短所があった。そのため初回映画公開時には東京・横浜・名古屋・大阪・京都でのみカラー上映が行われ、それ以外の都市では白黒のフィルムで公開された（カラーフィルムはその後2番館・3番館で随時公開された）。
撮影現場には富士側のスタッフも立会い、断続的に試写用プリントを確認しながら撮影が進められた。またこの方式によるカラー撮影には相当の明るさが必要なため、本作はコスト削減のためそのほぼ全編をスタジオでなく外光下のロケーションで撮影した異色作となった。
メイクもまた挑戦だった。モノクロの時とはまったく異なるメイクに戸惑う出演者も多く、笠智衆はどんなメイクを施しても顔が奇妙な発色になるのでスタッフ一同首を傾げるほどだったという。しかし撮影と同時にさまざまなデータも蓄積していった。撮影に使用されたリバーサル・外式発光方式は、基本的に赤と緑の発色に問題があることも分った。結果として映画の発色技術面は必ずしも満足のゆくものではなかった。だが「総天然色映画」と前面に打ち出して公開された映画の興行収入は6800万円を記録し、興業的には大成功だった。
なおカラー版と並行して撮影されたモノクロ版は、映画公開後に破棄されたものと長らく思われていたが、木下惠介の死後、遺品の中からオリジナルの16mmモノクロ版が発見され、2005年、松竹ホームビデオの『木下惠介DVD-BOX 第二集』に映像特典として全編収録された。また2012年9月26日には木下惠介監督生誕100年に因み、カラー版の本編にデジタルリマスターを施したBlu-ray Disc版がリリースされ、こちらにも映像特典として16mmモノクロ版が全編収録されている。なお、同年のヴェネツィア国際映画祭にて上映され、11月以降に日本での上映も予定されている。

## 音楽
作中の楽曲は、「芸術披露」をメインに設計されているため、フランツ・シューベルトの作品が使われている。
「芸術披露」の前に一言「シューバートです。」と語る場面があり、GHQ支配下の日本で英語読みが定着していたことが窺える。

## キャスト
- リリィ・カルメン：高峰秀子
- マヤ朱美：小林トシ子
- 校長先生：笠智衆
- 田口春雄：佐野周二
- 田口光子：井川邦子
- 青山正一：坂本武
- 丸野十造：見明凡太朗（大映）
- 小川先生：佐田啓二

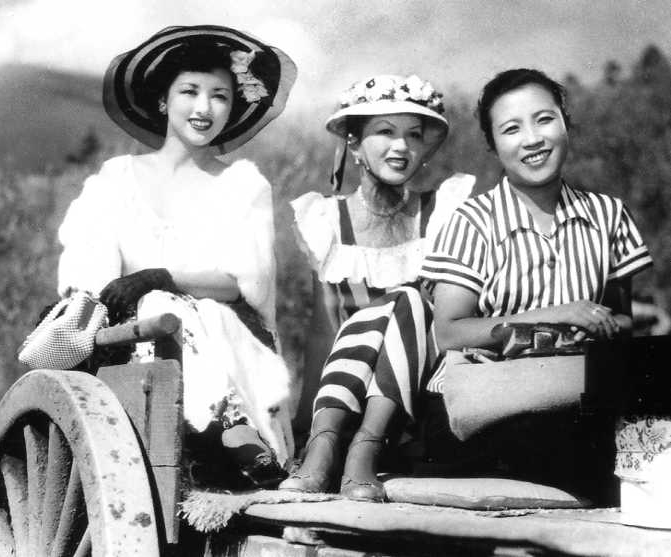
左から　高峰秀子、小林トシ子、望月優子

- カルメンの姉・青山ゆき：望月美恵子（望月優子）
- 岡信平：三井弘次
- 村の青年：山路義人
- 青山一郎：磯野秋雄
- 村の老人：高堂国典
- ほか：桑原澄江、高松栄子、小藤田正一、縣秀介、小池清、城沢勇夫、 大杉陽一、高瀬進、谷崎純、野戸晃、横山準、金子駿介、山本多美、秩父晴子、谷よしの（ノンクレジット）

## スタッフ
- 企画：日本映画監督協会
- 監督：木下惠介
- 脚本：木下惠介
- 総指揮：高村潔
- 製作：月森仙之助
- 音楽：木下忠司、黛敏郎
- 撮影：楠田浩之
- 撮影助手：高村倉太郎、成島東一郎 他
- 美術：小島基司
- 助監督：松山善三、小林正樹、川頭義郎、二本松嘉瑞 他
- タイトルバック・題字：清水崑
- 衣装提供：髙島屋

## 主題歌
- 「カルメン故郷に帰る」（歌：高峰秀子、作詞：木下忠司、作曲：黛敏郎）。1951年1月、ビクターレコードより発売。
- 現在CDでは、コロムビアファミリークラブ『日本映画主題歌大全集』、ダイセル化学工業『日本の流行歌史大系ビクター編戦後2』などに収録されている。

## 舞台化
2024年8月から9月にかけて初舞台化。同年12月にCS放送「衛星劇場」にて公演の模様がテレビ放送された。
脚本を羽原大介、演出を錦織一清が担当した。

### 公演日程（舞台）
- 2024年8月17日 - 25日、東京・新橋演舞場
- 2024年8月27日（※貸切公演） - 宮城・電力ホール
- 2024年8月31日 - 9月1日、愛知・御園座
- 2024年9月5日 - 17日、大阪・大阪松竹座
- 2024年9月19日、鹿児島・宝山ホール（鹿児島県文化センター）
- 2024年9月21日、熊本・市民会館シアーズホーム夢ホール（熊本市民会館）

### キャスト（舞台）
- リリィ・カルメン - 藤原紀香
- 朱美 - 横山由依
- 春雄 - 徳重聡
- 丸野十造 - 福田転球
- 正一 - 石倉三郎
- 村長 - 渋谷天外
- 加藤虎ノ介
- 渋谷天笑
- 惣田紗莉渚
- 月丘七央
- 北川尚弥